# 1861

## Събития
- В Загреб е издаден сборникът „Български народни песни“ на братя Миладинови.
- 8 февруари – Основани са Конфедералните американски щати.
- 3 март (нов стил) – Руският император Александър II издава „Манифест“ за отмяна на крепостното право в Русия.
- 17 март – Виктор Емануил II е провъзгласен за крал на обединена Италия.
- 12 април – Начало на Гражданската война в САЩ.
- 25 ноември – Георги Раковски изготвя Втори план за освобождение на България.

## Родени
- Харитон Генадиев, български журналист
- 6 януари – Виктор Орта, белгийски архитект
- 8 януари – Димитър Кирков, български военен деец
- 18 януари – Григор Грънчаров, български военен деец
- 22 януари – Костадин Халачев, български военен деец
- 10 февруари, ген. Тодор Кантарджиев, български офицер
- 15 февруари – Димитър Каданов, военен деец
- 26 февруари – цар Фердинанд I
- 27 февруари – Рудолф Щайнер, австрийски философ и учен
- 2 март – ген. Никола Иванов, български офицер
- 3 март – ген. Рачо Петров, български офицер и политик
- 27 април – ген. Климент Бояджиев, български офицер (15 април стар стил)
- 6 май – Рабиндранат Тагор, индийски писател и философ
- 22 юни – Йеротей Сирманов, български военен деец
- 6 юли – Радой Сираков, български военен деец
- 26 юли – Важа-Пшавела, грузински поет
- 17 август – Робер дьо Бурбулон, френски благородник
- 30 август – Чарлс Хемлин, американски юрист
- 23 септември – Роберт Бош, немски индустриалец и общественик
- 24 септември – Франц Йосиф фон Батенберг,
- 10 октомври – Фритьоф Нансен, норвежки изследовател, лауреат на Нобелова награда за мир през 1922 г. († (1930 г.)
- 17 октомври – Андрей Рябушкин, руски художник, исторически живописец
- 2 ноември – Вичо Диков, български военен деец
- 15 ноември – Петър Тантилов, български военен деец
- 15 ноември – Стефан Кисов, български военен деец
- 5 декември – Константин Коровин, руски художник
- 8 декември – Аристид Майол,
- 24 декември – Иван Хаджиниколов, български революционер

## Починали
- 16 март – Виктория фон Сакс-Кобург-Заалфелд, херцогиня на Кент
- 10 април – Едуар Менетрие, френски зоолог
- 16 май – Иван Денкоглу, български просветен деец и предприемач
- 18 юни – Итън Ходжкинсън, английски инженер
- 25 юни – Абдул Меджид, Султан на Османската империя
- 26 юни – Павел Шафарик, словашки филолог
- 14 декември – Алберт фон Сакс-Кобург-Гота, съпруг на кралица Виктория

Вижте също:
- календара за тази година